# Čičmany
Čičmany (prononciation slovaque : [ˈt͡ʃit͡ʃmani], en allemand : Zimmermannshau ; en hongrois : Csicsmány [ˈt͡ʃit͡ʃmaːɲ]) est une commune de la région de Žilina, en Slovaquie. Čičmany est célèbre pour son architecture populaire typique.

## Histoire
La première mention écrite du village date de 1272.

## Géographie
Čičmany est située dans les monts Strážovské vrchy, à 35 km au sud-ouest de Žilina.
| Pružina  | Čelkova Lehota | Fačkov |
| Zliechov | Čičmany        |        |
|          | Valaská Belá   | Tužina |

## Démographie

### Évolution de la population
| Année:               | 1994. | 2004.    | 2014.    | 2024.    |
| -------------------- | ----- | -------- | -------- | -------- |
| Nombre de personnes: | 281   | 204      | 152      | 124      |
| Différence:          |       | -27,40 % | -25,49 % | -18,42 % |

| Année:               | 2023. | 2024.   |
| -------------------- | ----- | ------- |
| Nombre de personnes: | 121   | 124     |
| Différence:          |       | +2,47 % |